# カスタニョーレ・モンフェッラート
カスタニョーレ・モンフェッラート（伊: Castagnole Monferrato）は、イタリア共和国ピエモンテ州アスティ県にある、人口約1,200人の基礎自治体（コムーネ）。

## 地理

### 位置・広がり

#### 隣接コムーネ
隣接するコムーネは以下の通り。
- アスティ
- カッリアーノ・モンフェッラート
- グラーナ・モンフェッラート
- モンテマーニョ
- ポルタコマーロ
- レフランコーレ
- スクルツォレンゴ

#### 地震分類
イタリアの地震リスク階級 (it) では、4 に分類される
。

## 行政

### 分離集落
カスタニョーレ・モンフェッラートには、以下の分離集落（フラツィオーネ）がある。
- Barcara, Valenzani, Valvinera, Versó